# بقعه شیخ ابومسعود رازی
بقعه شیخ ابومسعود رازی موزه‌ای است در شهر اصفهان. سردر و بقعه شیخ امیر مسعود مربوط به سدهٔ ۹ ه‍.ق (به سال ۸۹۵ هجری، ۱۴۸۹ م) از زمان میرزا یعقوب است و در اصفهان، میدان شهدا، خیابان چهارباغ پائین، خیابان جامی، کوچه شیخ ابومسعود واقع شده است.
روستای شیخ ابو مسعود به سبب نام‌گذاری از این دانشمند بزرگ نیز از توابع شهرستان نطنز می‌باشد.

## دربارهٔ بنا
بقعه شیخ ابومسعود رازی ازبناهای معروف دوره تیموریان دراصفهان است بازسازی و مرمت شد و در بهمن ماه ۱۳۹۰ به عنوان خانه انقلاب اسلامی و ولایت به بهره‌برداری رسید.

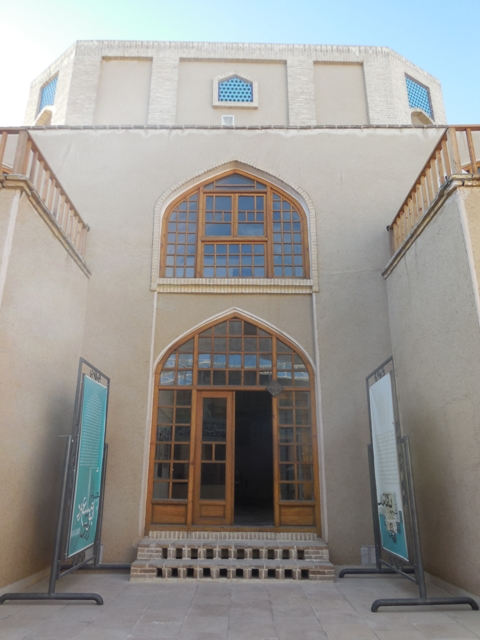
بقعه شیخ ابوسمعود که در خانه انقلاب اسلامی و ولایت قرار گرفته است.

شیخ ابو مسعود احمد ابن فرات رازی از محدثین و دانشمندان بزرگ قرن سوم هجری بوده‌است، محلی که امروز بقعه او قرار دارد خانقاه بزرگی بوده که وی در آنجا به ارشاد و هدایت مردم می‌پرداخته است. در دوران سلطان یعقوب آق قویونلو بر آرامگاه وی بنای زیبا و مجللی ساخته شد.
این اثر در تاریخ ۲۲ آذر ۱۳۱۳ با شمارهٔ ثبت ۲۱۹ به‌عنوان یکی از آثار ملی ایران به ثبت رسیده است.

## بازدید
بقعه شیخ ابومسعود رازی همه روزه پذیرای علاقه‌مندان تاریخ و فرهنگ ایران زمین است. این بقعه در میدان شهدا، خیابان چهارباغ پایین، خیابان جامی است.